# Pristimantis alalocophus
Pristimantis alalocophus es una especie de anfibio anuro de la familia Strabomantidae. Es endémica de Colombia. Su hábitat natural son los bosques húmedos tropicales o subtropicales de montaña y ríos.